# James McTeigue
James McTeigue (* 29. Dezember 1967) ist ein australischer Filmregisseur.

## Leben
James McTeigue begann seine Karriere als Regieassistent, unter anderem bei der Matrix-Trilogie, bevor er dann mit V wie Vendetta im Jahr 2005 sein Regiedebüt gab. 2007 war er als Regisseur an der Fertigstellung des Films Invasion beteiligt. Der eigentliche Regisseur (Oliver Hirschbiegel) war abberufen worden, für sein Mitwirken wurde McTeigue aber nicht im Abspann erwähnt. Im Jahr 2009 inszenierte er mit Ninja Assassin seinen zweiten eigenständigen Film.
2012 entstand unter seiner Regie der Thriller The Raven – Prophet des Teufels nach Motiven des Dichters Edgar Allan Poe. Derweil realisierte er 2014 den von dem kampanischen Pastahersteller Garofalo produzierten Kurzfilm Caserta Palace Dream mit Richard Dreyfuss, Kasia Smutniak und Valerio Mastandrea in den Hauptrollen.

## Filmografie (Auswahl)
Als Regisseur
- 2005: V wie Vendetta (V for Vendetta)
- 2009: Ninja Assassin
- 2012: The Raven – Prophet des Teufels (The Raven)
- 2014: Caserta Palace Dream (Kurzfilm)
- 2015–2017: Sense8 (Fernsehserie, 5 Folgen)
- 2015: Survivor
- 2016: Marco Polo (Fernsehserie, 2 Folgen)
- 2018: Breaking In
- 2020: Messiah (Fernsehserie, 6 Folgen)

Als Regieassistent
- 1994: Flucht aus Absolom (No Escape)
- 1994: Street Fighter – Die entscheidende Schlacht (Street Fighter: The Movie)
- 1997: Paradise Road
- 1998: Dark City
- 1999: Matrix (The Matrix)
- 2000: Das Geheimnis der Alibrandis (Looking for Alibrandi)
- 2000: The Monkey’s Mask
- 2002: Star Wars: Episode II – Angriff der Klonkrieger (Star Wars: Episode II – Attack of the Clones)
- 2003: Matrix Reloaded (The Matrix Reloaded)
- 2003: Matrix Revolutions (The Matrix Revolutuons)
- 2008: Speed Racer

Als Produzent
- 2021: Matrix Resurrections (The Matrix Resurrections)

## Auszeichnungen
McTeigue wurde 2006 für den Film V für Vendetta für einen Chicago Film Critics Association Award nominiert.